# 玉田敏郎
玉田 敏郎 （たまだ としろう、1957年3月15日-）は、日本の地方公務員。神戸市副市長を経て、社会福祉法人神戸市社会福祉協議会理事長。

## 人物・経歴
兵庫県神戸市出身。神戸市立西代中学校、
兵庫県立長田高等学校を経て、大阪大学法学部卒業。1979年神戸市入庁。神戸市企画調整局調査室長、神戸市企画調整局企画調整部長、神戸市行財政局長などを経て、2013年11月から神戸市副市長を務め、神戸医療産業都市の整備などを進めたほか、公益社団法人全国市有物件災害共済会理事、兵庫県後期高齢者医療広域連合議長なども兼務した。2017年再任。2018年、任期途中で辞職し、社会福祉法人神戸市社会福祉協議会理事長に転じた。

### 略歴
- 昭和54年03月　大阪大学法学部卒業
- 昭和54年04月　神戸市採用
- 平成07年04月　衛生局中央市民病院事務局庶務課長
- 平成11年04月　理財局財政部財務課長
- 平成12年04月　行財政局財政部財務課長（職制改正）
- 平成14年04月　市民参画推進局次長
- 平成16年04月　企画調整局調査室長
- 平成19年04月　企画調整局企画調整部長
- 平成20年04月　企画調整局参与（医療産業都市担当）
- 平成22年04月　行財政局長
- 平成25年11月　神戸市副市長
- 平成29年11月　神戸市副市長再任
- 平成30年08月　神戸市副市長退任